# اسلوخترن
اسلوخترن (به هلندی: Slochteren) یک شهرستان در هلند است که در خرونینگن واقع شده‌است. اسلوخترن −۱ متر بالاتر از سطح دریا واقع شده‌است.